# ヨハン1世 (バイエルン公)
ヨハン1世（Johann I., 1329年11月29日 - 1340年12月20日）は、下バイエルン公（在位：1339年 - 1340年）。小児公（das Kind）と呼ばれる。

## 生涯
ヨハン1世は下バイエルン公ハインリヒ14世とボヘミア王ヨハンの娘マルガレーテの息子である。1335年にポーランド王カジミェシュ3世の娘エルジュビェタと婚約した。この婚約、およびライン宮中伯ルドルフ2世の娘との婚約は解消され、ヨハン1世は1339年4月18日にミュンヘンにおいて神聖ローマ皇帝ルートヴィヒ4世の娘アンナと結婚した。この結婚は、父である下バイエルン公ハインリヒ14世とルートヴィヒ4世の間の平和条約によるものであった。1339年9月に父ハインリヒ14世が亡くなると、ルートヴィヒ4世は義理の息子の後見を引き継いだ。
翌年12月にヨハン1世がわずか11歳で亡くなると、下バイエルン公領は義父ルートヴィヒ4世のものとなったが、ルートヴィヒ4世はすでに上バイエルン公領を統治しており、1255年の分割後はじめて両公領を再統合した。ヴィッテルスバッハ家の下バイエルン家系は、ヨハン1世の死とともに断絶した。ヨハン1世はゼリゲンタール修道院に埋葬された。